# 白莲宗
白蓮宗是南宋至元朝流行的一個佛教淨土宗支派，以茅子元為開創者，是佛教世俗化的一种尝试。但随着历史发展，白蓮宗渐渐在元朝演变成秘密宗教组织白蓮教。

## 发展
茅子元是天台宗门下的弟子，崇慕淨土宗慧远白莲社之遗风，又受天台宗宗派觀念的影響，因而改造了興于民間，成員關係松散的“蓮社”，在庶民中組織起一有师承，有教义，倡導念佛的宗团。這個團體不但有出家弘法的僧人，也有在家信徒；并且，為使教法更普及於大眾，白蓮宗允許在家弟子从事吸納門徒、宣傳教法、化緣建佛堂等按佛教傳統只能由僧人進行的活動，這樣便形成了僧、俗兩個傳法系統。這一組織架構是白蓮宗最大的特色，但也與佛教的傳統相對立，在實踐中產生了種種弊端， 因此被教界所非議。
白蓮宗以淨土宗的譬喻「火中生白蓮」為象徵，不杀生、不饮酒，禁食葱乳，严守护生之戒，因此宗徒号稱白莲菜，又称茹茅阇梨菜。茅子元去世后，有小茅阇梨继承茅子元之教，使之盛行南方，由于出家僧眾對在家俗眾并無強制約束力，對冒稱白蓮道人觸犯刑法者，亦無從管制，又混雜民間信仰，因而日久渐生风俗坏乱之弊，“庶俗僭稱活佛如來，婦人擅號佛母大士”，妄談般若，亂說災祥。
元武宗至大元年，勅禁白莲社。 时有庐山东林寺释普度（？—1330年），自承慧遠留下的千年正教，致力于复教运动，撰寫《庐山莲宗宝鉴》10卷，阐明了子元所倡白莲宗的真义，上奏朝廷。于是白蓮宗于元仁宗皇庆元年（1312年）得以复教。释普度受命为教主，世称优昙宗主。但是，宗門的情弊仍未改善，复有社会異議分子潛入，欲圖不軌，故英宗至治二年（1322年）后又遭禁断。
此后該教的僧人漸漸遠離“白蓮宗”的名號，回歸到正統佛教當中，而民間仍在繼續流傳，并与弥勒信仰、明教等相混合，称为白莲教，成为民间秘密宗教之一。元末韩山童之红巾军及朱元璋起兵反元，皆利用之。

## 教义
現存茅子元的著作只有《圓融四土三觀選佛圖》。從作品本身來看，富有濃厚的調融各家的意味。他還擅長把複雜深奧的佛學理論以直觀的圖表形式表達出來，並配以生動通俗的解釋，便于下層民眾理解。和天台宗的傳統不同，子元特別重視突顯四種凈土中的「凡聖同居土」，稱凡聖同居土「總攝四土」，「橫出三界」 ，鼓勵廣大信眾入教求往生。
在白蓮宗看來，各種法門只是「權」、「跡」的不同，而根本則是殊途同歸的。不應起愛憎分別或執著何是究竟法門、何是方便法門而相互誹謗。不但佛法諸宗一體，就連儒釋道三者也是殊途同歸的。《廬山蓮宗寶鑒》就認為禪宗之正法眼藏，蓮宗之本性彌陀，孔子之天理，周易之太極，同為一真如。白蓮宗不但在理論上主張圓融，在實踐上亦是如此。在《廬山蓮宗寶鑒》中，記載了十一種融合禪、淨或教、淨而成的修持方法，包括天台的三昧三觀，茅子元的無住離相念佛，禪宗的參究念佛等，可謂兼收并蓄，蔚為大觀，其目的則在于使各種根機的修行者，各有行相次第階梯，“隨力行持皆可進趣”。而儒釋道三教，可以用五戒會通；禪凈教三宗，則可以在《觀無量壽經》上調和：因為三宗皆不離「心」之探討，因此《觀經》所示「十六種觀行念佛三昧法」加上「是心作佛、是心是佛」的思想，就可以融攝禪、淨、教了；而觀經所描繪的樓閣宮殿、池水蓮花，一方面用來指代心性中的高超徹見、清淨無染，一方面又是真實不虛的極樂世界，足以攝化不同根機的眾生。

## 传播
白蓮宗的影響不止于中國。释普度上京師請命時，高麗國王王璋也在元大都（今北京）幫助普度的復宗之業，又帶頭開宗念佛，並發布疏文，在高麗國創建壽光寺白蓮堂，普勸國人同修淨業；日本入元僧澄圓，在日本保元元年（公元1317年）來到廬山東林寺，從普度處獲得“慧遠白蓮之教”，並把《廬山蓮宗寶鑒》、《龍舒淨土文》等書帶回日本，在堺建旭蓮社，凿池播种廬山高僧相贈的白蓮，这些源自庐山祖庭的白莲后来渐渐栽种到日本净土宗各大梵刹。在歷史上，澄圓以把廬山之風帶進日本淨土宗而聞名。
凈土信仰一向沒有宗派傳承，直到宋代才立諸修凈業有成者為淨土祖師。但這時的凈土宗只有學說而無組織。創建組織者，由茅子元開始；而到释普度則可明顯看出其淨土教本位立場，他自覺地通過一系列的努力使其成為一個名副其實，有傳承，有核心教義的教派。「淨土宗」這個名稱也是從普度之後才得以通行。周叔迦稱：「淨土一宗，創建於南宋子元，至元時而更臻完備。」因此，儘管白蓮宗的名稱已經在歷史中消失，但它的影響一直延續到現代。

## 相關內容
- 佛教
- 佛教宗派
- 汉传佛教
- 净土宗